# Lexington (Kentucky)
Lexington es la segunda ciudad más poblada de Kentucky y la 69.ª en todo Estados Unidos. Se localiza en la región conocida como blue grass —literalmente «hierba azul»—, una variedad local en el condado de Fayette. Fue fundada en 1775, cuando el área era parte de Virginia —en 1792 una parte de Virginia fue escindida formando el nuevo estado de Kentucky—. Su nombre fue tomada de Lexington, Massachusetts, sitio de la primera batalla de la guerra de Independencia de los Estados Unidos, también de 1775.

## Historia
En la primera mitad del siglo xix, Lexington era la ciudad más grande y más culta en lo que entonces era el oeste del joven país, denominada «la Atenas del oeste». Mucha gente importante en la época pasaron parte de su vida en Lexington; entre ellos el presidente Abraham Lincoln, y su opositor, presidente de la Estados Confederados de América, Jefferson Davis —quien estudió en la Universidad de Transylvania en 1823 y 1824—; el senador y vicepresidente John C. Breckinridge; y el portavoz de la Cámara de Representantes, senador y secretario de Estado Henry Clay, cuyo vecino latifundio Ashland es ahora un museo). La esposa de Lincoln, Mary Todd Lincoln nació y fue criada en Lexington.
Desde 1935, en Lexingon hubo el primer hospital de los Estados Unidos dedicado al tratamiento de adictos a narcóticos. Entre los que disfrutaron de sus servicios fue el autor William Burroughs.
Lexington es conocida como «Capital mundial del caballo», ya que, por el alto calcio del suelo, y los excelentes pastos de la comarca, desde el siglo xviii se ha distinguido por la cría de caballos. En Lexington se encuentra el Kentucky Horse Park, un enorme parque dedicado a la crianza de caballos pura sangre y de carreras, y también los hipódromos Keeneland y The Red Mile.
En Lexington se estableció la Universidad de Kentucky, fundada en 1865 y la cual alberga actualmente (2006) a 27 209 estudiantes, además de la privada Universidad de Transylvania —Transylvania porque estaba, en el momento de su fundación, al otro lado del «bosque», en la frontera oeste del país—.
En Lexington hay mucha industria de alta tecnología.
En el censo de 2005 se obtuvo que la ciudad de Lexington tiene una población de 268 080 habitantes.

## Geografía
De acuerdo con la Oficina del Censo de los Estados Unidos, la ciudad tiene un área total de 739,4 km². 736,9 km² son de tierra y 2,6 km² son agua.

## Hermanamientos
- Deauville (Francia) (1 de agosto de 1957)[3][4]
- Condado de Kildare (Irlanda) (27 de abril de 1984)[3][5]
- Shinhidaka (Japón) (21 de julio de 1988)[3][6][nota 1]

- Newmarket (Reino Unido) (10 de octubre de 2003)[3][7]

## Personalidades destacadas
- John C. Breckinridge, vicepresidente de los Estados Unidos.
- Sophonisba P. Breckinridge, activista.
- Melissa McBride, actriz y directora de casting.
- George Clooney, actor.
- Joyce Compton, actriz.
- Richard Hell, cantante.
- Josh Hopkins, actor.
- Martin Huston, actor.
- Mary Todd Lincoln, primera dama de los Estados Unidos.
- Brian Littrell, cantante integrante de los Backstreet Boys.
- Kevin Scott Richardson, cantante integrante de los Backstreet Boys.
- Les McCann, pianista y compositor de jazz.
- Thomas Hunt Morgan, genetista.
- Michael Shannon, actor.
- Jim Varney, actor.
- Alfred Francis Russell, presidente de Liberia.
- Chris Offutt, escritor.

### Citas
1. ↑  «Sistema de Información de Nombres Geográficos: Lexington (Kentucky)». Geographic Names Information System (en inglés).
2. ↑  «Encuentra un condado» (en inglés). Asociación Nacional de Condados. 2 de mayo de 2013. Consultado el 2 de mayo de 2013.
3. 1 2 3 4  «About the Lexington Sister Cities Commission». City of Lexington (en inglés estadounidense). Consultado el 9 de abril de 2018.
4. ↑  «Lexington, Kentucky & Deauville, France». Sister Cities (en inglés). Archivado desde el original el 9 de abril de 2018. Consultado el 9 de abril de 2018.
5. ↑  «Lexington, Kentucky & County Kildare, Ireland». Sister Cities (en inglés). Archivado desde el original el 9 de abril de 2018. Consultado el 9 de abril de 2018.
6. ↑  «Lexington, Kentucky & Shinhidaka, Japan». Sister Cities (en inglés). Archivado desde el original el 9 de abril de 2018. Consultado el 9 de abril de 2018.
7. ↑  «Lexington, Kentucky & Newmarket, Suffolk, United Kingdom». Sister Cities (en inglés). Archivado desde el original el 9 de abril de 2018. Consultado el 9 de abril de 2018.

- Datos: Q49241
- Multimedia: Lexington, Kentucky / Q49241